# Mirchel
Mirchel – gmina (niem. Einwohnergemeinde) w Szwajcarii, w kantonie Berno, w regionie administracyjnym Bern-Mittelland, w okręgu Bern-Mittelland. Graniczy z gminami Grosshöchstetten, Konolfingen, Niederhünigen, Oberhünigen oraz Zäziwil.

## Historia
Miejscowość Mirchel została po raz pierwszy wspomniane w 1320 roku jako Mirchlon.

## Demografia
W Mirchel 31 grudnia 2020 roku mieszkało 616 osób. W 2020 roku 3,4% populacji gminy stanowiły osoby urodzone poza Szwajcarią.
W 2000 roku 99,2% populacji (487 osób) mówiło w języku niemieckim, 0,2% populacji (2 osoby) w języku francuskim oraz 0,4% populacji (4 osoby) języku angielskim.
W 2008 roku 51,3% populacji stanowili mężczyźni, a 48,7% kobiety. Populacja mężczyzn stanowiła 288 Szwajcarów oraz 5 osób innego obywatelstwa. Populacja kobiet stanowiła 276 Szwajcarek i 2 osoby innego obywatelstwa. 
Zmiany w liczbie ludności są przedstawione na poniższym wykresie:

## Transport
Przez teren gminy przebiega droga główna nr 228.